# Eucalyptus ammophila
Eucalyptus ammophila (лат.) — кустарник или многоствольное дерево, вид рода Эвкалипт (Eucalyptus) семейства Миртовые (Myrtaceae), эндемик центрального и южного австралийского штата Квинсленд. У растения грубая волокнистая кора у основания и гладкая кора от сероватого и оранжевого до бронзового цвета выше по стволу. Листья ланцетовидные, жёлтые или кремовые бутоны в группах от семи до одиннадцати, белые цветки и полусферические плоды.

## Ботаническое описание

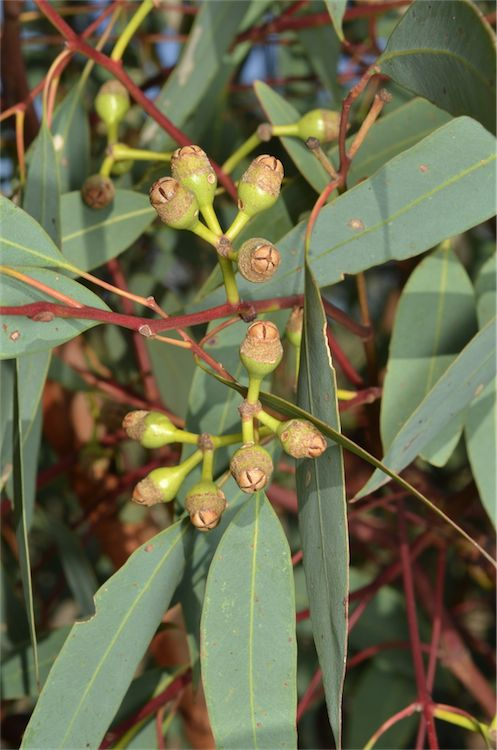
Листья и плоды

Eucalyptus ammophila — кустарник до 6 м в высоту, реже небольшое многоствольное дерево, образует лигнотубер. Ствол у основания имеет грубую, волокнистую, серовато-коричневую кору, а верхняя часть ствола и ветви имеют гладкую серовато-оранжевую или бронзовую кору. Молодые растения и поросли имеют квадратные стебли и широкие листья от копьевидных до яйцевидных, длиной 60-85 мм и шириной 22-36 мм с коротким черешком. Взрослые листья имеют ланцетную форму, 65-135 мм в длину и 15-25 мм в ширину с черешком 7-25 мм в длину. Обе стороны листа одинаково тускло-зелёные, хотя новые листья поначалу голубовато-зеленые.
Цветки расположены группами от семи до одиннадцати в пазухах листьев на цветоносе длиной 5-12 мм, каждый цветок на цветоножке длиной около 2 мм. Зрелые цветочные почки имеют форму от овальной до веретенообразной, желтого или кремового цвета, 8-9 мм в длину и около 5 мм в ширину. Калиптра имеет конусообразную форму и длину около 6 мм. Плод — полусферическая капсула длиной 3-5 мм и шириной 6-9 мм с четырьмя, иногда пятью сильно приподнятыми створками.

## Таксономия
Вид Eucalyptus ammophila был впервые официально описан в 1994 году Иэном Брукером и Эндрю Сли на основе экземпляра, собранного в районе Мараноа в Квинсленде, и описание было опубликовано в журнале Austrobaileya. Видовой эпитет означает «любящая песок».

## Распространение и местообитание
Эндемик Австралии. Растёт на красных или оранжевых песчаных равнинах в центральном и южном Квинсленде, включая районы недалеко от Шарлевиля, Яллерой, Иерихона и Национальный парк Уайт-Маунтинс.

## Охранный статус
Международный союз охраны природы классифицирует природоохранный статус вида как «вызывающий наименьшие опасения».